# Гававенчеллё
Гававенчеллё (венг. Gávavencsellő) — посёлок (надькёзшег) в медье Сабольч-Сатмар-Берег в Венгрии.

## История

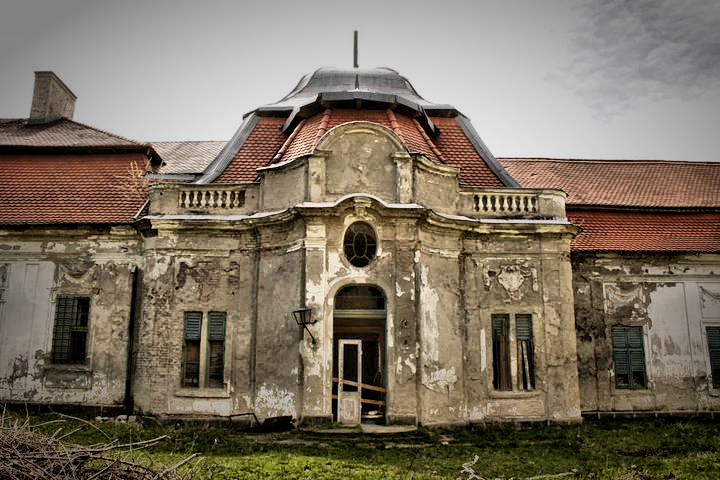
Усадьба в Гававенчеллё

Посёлок образовался в результате объединения двух населённых пунктов — Гава и Венчеллё в 1971 году. Гава впервые упоминается в 1304 году, Венчеллё — в 1407 году.
Посёлок занимает площадь 66,83 км², там проживает 3537 жителей (по данным 2010 года). По данным 2001 года, 97 % жителей посёлка — венгры, 3 % — цыгане.

## Расположение
Посёлок расположен примерно в 25 км к северу от города Ньиредьхаза. В посёлке есть железнодорожная станция. Севернее посёлка протекает река Тиса.

## Достопримечательности
- Усадьба в стиле барокко XVIII века.
- Католическая церковь 1834 года.

## Население
| Год  | Численность | Численность |
| ---- | ----------- | ----------- |
| 2013 | 3528        | [ 4 ]       |
| 2014 | 3514        | [ 5 ]       |
| 2015 | 3481        | [ 6 ]       |
| 2021 | 3359        | [ 7 ]       |
| 2022 | 3320        | [ 8 ]       |
| 2023 | 3286        | [ 9 ]       |
| 2024 | 3278        | [ 1 ]       |